# Hrabstwo Greeley (Kansas)

Piramida wieku hrabstwa

Hrabstwo Greeley – hrabstwo położone w USA w stanie Kansas z siedzibą w mieście Tribune. Założone 20 marca 1873 roku.

## Miasta
- Tribune
- Horace

## Sąsiednie Hrabstwa
- Hrabstwo Wallace
- Hrabstwo Wichita
- Hrabstwo Hamilton
- Hrabstwo Prowers, Kolorado
- Hrabstwo Kiowa, Kolorado
- Hrabstwo Cheyenne, Kolorado